# Lois Lowry

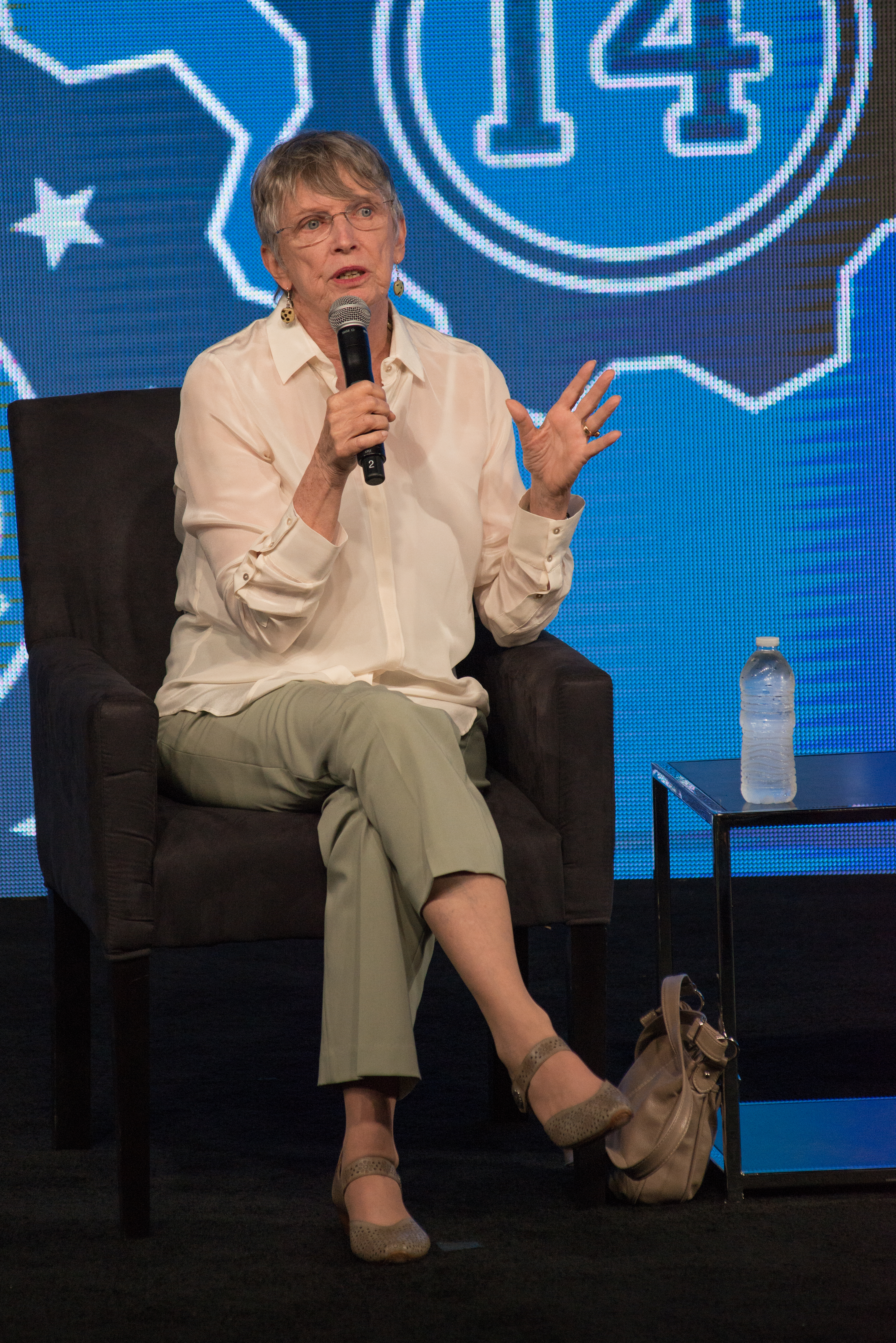
Lois Lowry (2014)

Lois Ann Lowry (ur. 20 marca 1937) – amerykańska autorka książek dla dzieci i młodzieży. Dwukrotnie zdobywała medal Johna Newbery: pierwszy raz w 1990 za powieść Number the Stars a drugi w 1993 za powieść Dawca.

## Życiorys
Lois Lowry urodziła się 20 marca 1937 w Honolulu jako córka Roberta i Katarzyny (Landis) Hammersberg.
Pisarka miała starszą siostrę, Helen oraz młodszego brata Jona. Helen, 3 lata starsza od Lois, zmarła w 1962 w wieku 28 lat. Wydarzenie to stało się przyczyną powstania pierwszej książki "Summer to Die" opowiadającej o młodej dziewczynie, której siostra ginie w tragicznych okolicznościach.

### Kwartet Dawcy
- 1993 - Dawca (The Giver)
- 2000 - Skrawki błękitu (Gathering Blue)
- 2004 - Posłaniec (Messenger)
- 2012 - Syn (Son)

### Seria o Anastazii
- Anastasia Krupnik (1979)
- Anastasia Again! (1981)
- Anastasia at Your Service (1982)
- Anastasia, Ask Your Analyst (1984)
- Anastasia on Her Own (1985)
- Anastasia Has the Answers (1986)
- Anastasia's Chosen Career (1987)
- Anastasia at This Address (1991)
- Anastasia Absolutely (1995)

### Seria o Samie
- All About Sam (1988)
- Attaboy Sam! (1992)
- See You Around, Sam! (1996)
- Zooman Sam (1999)

### Inne
- A Summer to Die (1977)
- Find a Stranger, Say Goodbye (1978)
- Autumn Street (1980)
- Taking Care of Terrific (1983)
- Us and Uncle Fraud (1984)
- Rabble Starkey (1987)
- Gwiazdy, naziści i wikingowie (Number the Stars) (1989)
- Stay! Keeper's Story (1997)
- Silent Boy (2003)
- Gossamer (2006)
- Nikczemny spisek (The Willoughbys, 2008)[1]